# Rääpäleenjärvet (Jukkasjärvi socken, Lappland, 750561-174802)
Rääpäleenjärvet är en sjö i Kiruna kommun i Lappland och ingår i Torneälvens huvudavrinningsområde.